# Ateuchus columbianum
Ateuchus columbianum là một loài bọ cánh cứng trong họ Bọ hung (Scarabaeidae).